# Platja del Maricel
La platja del Maricel, escrita també platja de lo Mar-i-cel, és una platja semiurbana del municipi d'Alcanar (Montsià), situada a la zona coneguda com les Oliveres, un quilòmetre al nord de les Cases d'Alcanar, molt propera a la carretera N-340, que limita a banda i banda amb roques, que la separen a llevant de la platja de la Martinenca. Prop del seu extrem esquerre hi ha un espigó de roques que la protegeix. Orientada al sud-est, té una longitud de 542 metres i una amplada mitjana de 37 metres, formada per sorra, grava i còdols, amb un pendent d'entrada a l'aigua suau. Disposa de servei de dutxes i d'aparcament per a vehicles, i s'hi pot arribar fàcilment tant en cotxe com a peu.
L'Agència Catalana de l'Aigua efectua un control setmanal de la qualitat de l'aigua, durant la temporada de bany, amb el resultat d'excel·lent.